# Quinto Aiacio Modesto Crescenziano
Quinto Aiacio Modesto Crescenziano (in latino: Quintus Aiacius Modestus Crescentianus; 170 circa – 228) è stato un senatore e politico dell'Impero romano.

## Biografia
Di probabile origine italiana o africana, Modesto Crescenziano fu legato dell'Arabia (o tra il 198 e il 200 o tra il 202/203 e il 204); durante questo periodo (dunque tra il 198 e il 205), fu nominato console suffetto, mentre è attestata la sua presenza nel collegio sacerdotale dei Quindecimviri sacris faciundis. Intorno all'anno 209 Modesto Crescenziano fu legato della Germania superiore. Dopo essere stato nominato console ordinario per il 228, Modesto Crescenziano divenne proconsole dell'Asia, probabilmente durante il regno dell'imperatore Alessandro Severo; qui venne accompagnato dalla moglie, Danacia Quartilla Aureliana, e dai figli Quinto Aiacio Censorino Celsino Arabiano e Lucio Aiacio Modesto Aureliano Prisco Agricola Salviano.